# Скорняковский сельсовет
Скорняковский сельсовет — сельское поселение в Задонском районе Липецкой области Российской Федерации.
Административный центр — село Скорняково.

## История
Статус и границы сельского поселения установлены Законом Липецкой области от 23 сентября 2004 года № 126-ОЗ «Об установлении границ муниципальных образований Липецкой области»

## Население
| 2010 | 2012  | 2013 | 2014 | 2015 | 2016 | 2017 |
| ---- | ----- | ---- | ---- | ---- | ---- | ---- |
| 917  | ↘908  | ↗915 | ↗933 | ↗952 | ↗969 | ↗974 |
| 2018 | 2021  |      |      |      |      |      |
| ↘934 | ↗1036 |      |      |      |      |      |

## Состав сельского поселения
| №  | Населённый пункт | Тип населённого пункта       | Население |
| -- | ---------------- | ---------------------------- | --------- |
| 1  | Гагарино         | село                         | ↘48       |
| 2  | Донское 1-е      | село                         | ↘21       |
| 3  | Донское 2-е      | село                         | 16        |
| 4  | Калинино         | село                         | ↘99       |
| 5  | Лашина Дача      | деревня                      | 1         |
| 6  | Лебедево         | деревня                      | 0         |
| 7  | Мирный           | посёлок                      | 31        |
| 8  | Скорняково       | село, административный центр | ↘579      |
| 9  | Тростяное        | село                         | ↘93       |
| 10 | Фаустово         | деревня                      | 12        |
| 11 | Чёрный Колодезь  | деревня                      | 17        |